# Fernando Ariztía Ruiz

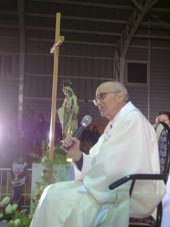
Monseñor Fernando Ariztía predicando

Monseñor Fernando Ariztía Ruiz (Santiago, 27 de mayo de 1925-Copiapó, 25 de noviembre de 2003) fue un prelado chileno y obispo de Copiapó.

## Primeros años de vida
Sus padres fueron Hernán Ariztía Bascuñán y Amelia Ruiz.
Hizo sus estudios en el Seminario Pontificio de Santiago y en la Facultad de Teología de la Pontificia Universidad Católica de Chile. Fue ordenado sacerdote en la catedral Metropolitana de Santiago, el 22 de septiembre de 1951 por el cardenal José María Caro, arzobispo de Santiago.

## Vida religiosa
Comenzó su labor pastoral con la Juventud Obrera Católica (JOC). Fue asesor arquidiocesano y nacional, lo que marcó su vida para siempre. En enero de 1963, fue nombrado párroco de San Cayetano y en el mes de junio de 1964, párroco de Apóstol Santiago, ambas parroquias con población obrera. Cuando aceptó el nombramiento de vicario episcopal de la Zona Oeste de Santiago, ya estaba predestinado a recibir pronto el cargo de obispo.

### Obispo
El 25 de mayo de 1967, fue elegido obispo titular de Timici y obispo Auxiliar del cardenal Raúl Silva Henríquez, arzobispo de Santiago, por el papa Pablo VI. La consagración episcopal se realizó en el santuario de la Zona Oeste, en la basílica de Lourdes, el 9 de julio de 1967, por el mismo cardenal Silva Henríquez. Como lema episcopal, eligió la palabra de Cristo en castellano: Para que tengan Vida y la tengan en abundancia (Jn 10, 10).
Le tocó vivir una época difícil no solamente por la aplicación de los grandes fracasos del Concilio Vaticano II que se pusieron en marcha a través del VIII Sínodo de Santiago en los años 1967 a 1968, sino también por los cambios políticos en el país del año 1970 en adelante. Supo desempeñar el rol de un verdadero amigo y padre de su clero, respetando los diferentes carismas y manteniendo la unión en medio de corrientes muy contrarias. Siempre fue capaz de mostrar metas más altas en medio de la contingencia del diario vivir.
En octubre de 1973, fue nombrado copresidente del Comité Pro Paz, organismo ecuménico creado para dar protección y acogida a los perseguidos por la dictadura militar.

## Carta a Pinochet
El 18 de septiembre de 1973, envió al general Pinochet una carta, en la que denunciaba la aparición de numerosos cadáveres en el río Mapocho y la posibilidad de que hubieran sido ejecutados. 

Santiago, 18 de septiembre de 1973

Presente
Señor General:
En “El Mercurio” de hoy 18 de septiembre, aniversario de nuestra independencia nacional, y día en el cual se oró por la reconciliación de los chilenos, leí con agrado la declaración a los periodistas en que llamaba a que se “borren los resquemores”.
En la misma página también venía una declaración del ministro secretario general del Gobierno, el coronel Edwin Hodar, en la que se afirmaba que el número de civiles, víctimas fatales de los sucesos de estos días eran solamente de 72 personas entre ellos 3 o 4 fusilados.
Yo habito, Señor General, en una Población obrera de la Comuna de Las Barrancas, en Herminda de la Victoria. En mi población, como en las Poblaciones vecinas, no ha existido ninguna resistencia armada a las fuerzas militares. Sin embargo, en estos días, en el Río Mapocho que bordea estas Poblaciones han aparecido numerosos cadáveres, en número mayor de veinte, de los que han sido testigos centenares de pobladores, hombres, mujeres y niños. Presentan heridas a balas.  No ha habido ningún combate en estos sectores, por lo cual no podemos liberarnos del pensamiento que hayan sido fusilados.
Algunos de estos cadáveres para que no sean comidos por los perros han sido, en un gesto fraternal, enterrados por los mismos pobladores en las tierras que bordean el Río. Otros están todavía en el Mapocho; junto al Puente de Resbalón se les puede ver. Entre ellos se podía reconocer por las ropas a un empleado del Hospital San Juan de Dios. Conocí personalmente a uno de los muertos, un extranjero, brasileño, que había llegado solamente el 6 de este mes para buscar a su esposa que se encuentra en Chile desde hace tres meses en tratamiento médico.  Él no era un extremista, pero fue denunciado por el pecado de ser brasileño, llevado al Estadio Nacional y desde allí sacado para ser fusilado en estos lugares; tengo documento, Señor General, para probar su llegada a Chile. Tal vez esta muerte sea por error, pero es muy triste morir por equivocación.
Creo en la veracidad del deseo del Señor General, para llegar a una pacificación de los chilenos, y es por esto que con dolor le hago ver estos hechos que no tienden precisamente a liberar a los trabajadores de sus resquemores, y que, comprendo perfectamente, no estén en conocimiento del Señor Presidente de la Junta de Gobierno. Es mi deber dárselos a conocer.
Fernando Ariztía Ruiz

Obispo Auxiliar de Santiago

## Traslado a Copiapó
Cuando el obispo Carlos Camus de Copiapó fue elegido obispo de la Linares, en 1976, Pablo VI trasladó al obispo Auxiliar de Santiago a Copiapó, nombrándolo administrador apostólico sede plena de la diócesis de Copiapó, el 14 de diciembre de 1976, y en este mismo mes tomó posesión de la diócesis. Le tocó participar en la III Conferencia General del CELAM en Puebla, México, en 1979. También le tocaron cuatro visita “ad limina” en los años 1979, 1984, 1989 y 1994.

## Últimos años
A cumplir los 75 años de edad, presentó a la Santa Sede su renuncia a la diócesis, petición que fue aceptada por el papa Juan Pablo II. En la diócesis de Osorno encontró la Parroquia Jesús Obrero que atendió como párroco entre 2000 y 2003. Cuando se le declaró el cáncer al hígado, quiso volver a la diócesis de Copiapó. Aprovechó sus últimos meses de vida para despedirse de amigos, discípulos y fieles de la diócesis, recorrió las comunas de Vallenar, Copiapó, Alto del Carmen, entre otras, informando su enfermedad y despidiéndose de todos. 
Tal fue el impacto del fallecimiento de Monseñor Ariztía el 25 de noviembre de 2003, que el propio presidente de la República, Ricardo Lagos Escobar, varios ministros de Estado y el comandante en jefe del Ejército de la época, cambiaron sus agendas y asistieron a su funeral en Copiapó. Más de diez mil personas repletaron las calles de la capital de Atacama. Su último deseo fue dar una vuelta por la Plaza de Copiapó y que a su funeral llevaran alimentos para los pobres. Sus restos descansan en el mausoleo de la Catedral de Copiapó.